# Bareia incidens
Bareia incidens là một loài bướm đêm trong họ Noctuidae.